# Don’t Pass Me By
Don’t Pass Me By (englisch für: ‚Geh’ nicht an mir vorbei‘) ist ein Lied der britischen Rockband The Beatles aus dem Jahr 1968. Das auf dem sogenannten Weißen Album veröffentlichte Lied war die erste von nur zwei Kompositionen, die Ringo Starr, der Schlagzeuger der Beatles, für die Band komponierte.

## Hintergrund
Starr hatte Don’t Pass Me By bereits 1963 oder 1964 komponiert. In einem Radiointerview, das die Beatles im Juni 1964 in Neuseeland gaben, forderte Starr seine Bandkollegen auf, das Lied zu singen. Am 14. Juli 1964 sang Paul McCartney in der britischen BBC-Radioshow Top Gear spontan die ersten Zeilen des Liedes, nachdem Starr gefragt worden war, ob er plane, eigene Lieder zu schreiben. Dass das Lied aus lediglich drei Akkorden besteht, erklärte Starr später damit, dass er nur je drei Akkorde auf der Gitarre und dem Klavier spielen kann.

## Produktion
Don’t Pass Me By wurde im Sommer 1968 in den Abbey Road Studios in London aufgenommen. Produzent war George Martin, assistiert von Geoff Emerick und Ken Scott. Unter dem Arbeitstitel Ringo’s Tune (Untitled) nahmen McCartney und Starr am 5. Juni 1968 drei Takes mit Schlagzeug und Klavier auf. Im Overdub-Verfahren wurden der Aufnahme ein weiteres Klavier, ein Schellenstab, Bass und Gesang hinzugefügt. Der Klang des Klaviers wurde durch ein Leslie-Cabinet verfremdet, es bekam dadurch einen eigentümlichen Tremoloklang. Am darauffolgenden Tag wurde das Lied in This Is Some Friendly umbenannt, und Starr nahm seinen Gesang neu auf.
Am 12. Juli 1968 wurde der Violinist Jack Fallon für weitere Aufnahmen gebucht. In einer etwa dreieinhalbstündigen Aufnahmesession spielte er ein von George Martin und Paul McCartney arrangiertes Geigensolo ein. Am Ende der Aufnahme – eigentlich schon nach dem Ende des Liedes – improvisierte Fallon auf der Geige in der Annahme, dass diese Aufnahme gelöscht wird. Im endgültigen Mix von Don’t Pass Me By wurde diese Improvisation zu Fallons Überraschung belassen.
Die letzten Aufnahmen für Don’t Pass Me By fanden am 22. Juli 1968 statt, die sich ausschließlich auf die Introduktion des Liedes konzentrierten. Eine kurze orchestrale Introduktion wurde produziert, jedoch später verworfen. Die Aufnahme erschien erst 1996 unter dem Titel A Beginning im Rahmen der Anthology-Reihe, fand allerdings schon 1968 Eingang in den Zeichentrickfilm Yellow Submarine der Beatles, wo es erklingt, als am Anfang des Films zwischen den Songs Yellow Submarine und Eleanor Rigby die Sonne über Liverpool aufgeht. Eine Introduktion auf einem Klavier wurden ebenfalls aufgenommen, die (von 45 auf 8 Sekunden verkürzt) letztlich verwendet wurde.
Die Stereo- und Monoabmischungen des Liedes unterscheiden sich wesentlich: Die Monoversion wurde mit einer deutlich höheren Abspielgeschwindigkeit gefertigt, und auch das Geigensolo unterscheidet sich erheblich.

## Veröffentlichungen
- Don’t Pass Me By erschien am 22. November 1968 auf dem Album The Beatles, in den USA erschien das Album drei Tage später, am 25. November.
- In Großbritannien wurde es nicht als Single ausgekoppelt. Allerdings erreichte eine Singleveröffentlichung in Dänemark im April 1969 Platz eins der dänischen Single-Charts.[4]
- Am 25. Oktober 1996 wurde auf dem Kompilationsalbum Anthology 3 wurde eine Version von Don’t Pass Me By veröffentlicht, bei der Aufnahme-Take 3 (Instrumentation) und 5 (Gesang) zusammengemischt wurden.
- Am 9. November 2018 erschien die 50-jährige Jubiläumsausgabe des neu abgemischten Albums The Beatles (Super Deluxe Box), auf dieser befindet sich eine bisher unveröffentlichte Version des Medleys A Beginning (Take 4) / Don’t Pass Me By (Take 7).